# Preuve par neuf
En arithmétique, la preuve par neuf est une technique permettant de vérifier un calcul mental ou effectué « à la main ». Malgré son nom, cette technique n'est pas une preuve mathématique, car elle peut montrer qu'un résultat est erroné, mais si la technique ne trouve pas d'erreur, elle ne permet pas de conclure que le résultat est correct. Le principe général est de refaire le calcul beaucoup plus simplement, en remplaçant chaque nombre supérieur ou égal à 10 par la somme de ses chiffres, de façon répétée.
Cette technique est en fait une application des propriétés de l'arithmétique modulaire puisqu'elle revient à calculer modulo 9.

## Comment l'appliquer

### Pour la multiplication
Supposons qu'on ait calculé 17 × 35. On remplace 17 par la somme de ses chiffres : 1 + 7 = 8, de même pour 35, remplacé par 3 + 5 = 8. Le résultat de 17 × 35 devrait avoir pour somme de ses chiffres la même que 8 × 8 = 64, soit 6 + 4 = 10, lui-même remplacé par 1 + 0 = 1.
La preuve par neuf appliquée au produit 17 × 35 s'applique ainsi : on calcule la somme des chiffres du résultat trouvé. Dans cet exemple, si cette somme est différente de 1, le calcul est faux. Si elle est égale à 1, il peut être juste.
Effectivement 17 × 35 = 595, or 5 + 9 + 5 = 19 et 1 + 9 = 10, lui-même remplacé par 1 + 0 = 1.

### Pour l'addition
La preuve par neuf fonctionne également pour vérifier le résultat d'une addition, il convient alors d'additionner les deux sommes des chiffres.
Supposons qu'on ait calculé 36 994 + 99 363. On remplace 36 994 par la somme de ses chiffres : 3 + 6 + 9 + 9 + 4 = 31, lui-même remplacé par 3 + 1 = 4, de même pour 99 363, remplacé par 9 + 9 + 3 + 6 + 3 = 30, lui-même remplacé par 3 + 0 = 3. Le résultat de 36 994 + 99 363 devrait avoir pour somme de ses chiffres la même que la somme 4 + 3 = 7.
La preuve par neuf appliquée à la somme 36 994 + 99 363 s'applique ainsi : on calcule la somme des chiffres du résultat trouvé. Dans cet exemple, si cette somme est différente de 7, le calcul est faux. Si elle est égale à 7, il peut être juste.
Effectivement 36 994 + 99 363 = 136 357, or 1 + 3 + 6 + 3 + 5 + 7 = 25, lui-même remplacé par 2 + 5 = 7.

### Astuces de calcul
Comme 9 est congru à 0 modulo 9 (9 ≡ 0[9]), ces deux chiffres jouent le même rôle dans la preuve par neuf : on peut donc remplacer les 9 par des 0, ce qui revient à omettre les 9 dans les calculs des sommes des chiffres. Par exemple, le nombre 1 999 999 992 sera remplacé par la somme 1+2.
Lorsqu'on calcule la somme des chiffres, il est astucieux de regrouper ceux dont la somme donne 9, pour ensuite remplacer ce 9 par 0. Par exemple : 1+7+3+8+2 = (1+8)+(7+2)+3 donnera 3.

## Pourquoi elle fonctionne
Le principe de la preuve par neuf repose d'une part sur la compatibilité de la congruence avec l'addition et la multiplication, d'autre part sur le fait que 10 est congru à 1 modulo 9. Ceci entraîne que toute puissance de 10 est congrue à 1 modulo 9, et donc tout nombre entier naturel est congru, modulo 9, à la somme de ses chiffres en écriture décimale. Par unicité du reste modulo 9, ceci justifie le calcul de ce reste en itérant la sommation des chiffres (avec remplacement de 9 par 0). 
La preuve par neuf revient alors, dans le cas du produit de deux nombres a et b, à vérifier que le produit des restes de a et de b modulo 9, est bien congru au reste modulo 9 du résultat du calcul effectué pour a×b, ce qui doit être le cas à nouveau par compatibilité de la congruence avec la multiplication.

## Ses limites
La preuve par neuf est mise en défaut :
- si des chiffres sont permutés[1], ou l'objet d'erreurs qui se compensent (par exemple, d'une unité en plus sur un chiffre et d'une en moins sur un autre)[2], car leur somme est inchangée ;
- si une virgule est mal placée ;
- si un zéro est oublié ou ajouté ;
- plus généralement, si l'écart entre le nombre trouvé après le calcul et le résultat est un multiple de 9, autrement dit si les deux nombres sont congrus modulo 9. Par exemple, si le résultat est 1992 et qu'on trouve 1092, l'erreur ne sera pas détectée : pour ces deux nombres, l'algorithme sur la somme des chiffres donne 3. Donc la preuve par neuf est sujette aux faux positifs.

La preuve par neuf est donc une condition nécessaire, mais non suffisante.

### Probabilité de détection d'erreur
Une estimation simpliste est de considérer que la preuve par neuf permet de détecter les erreurs avec une probabilité de 89 % ({\displaystyle 8/9})[réf. souhaitée] ; mais il ne semble pas que des études plus rigoureuses aient été conduites.

## Généralisation
La preuve par neuf fonctionne grâce à l'arithmétique modulaire et au fait que le modulo neuf est égal au reste de la somme des chiffres en base dix modulo neuf.
L'idée générale, appuyée sur les propriétés de la congruence, consiste à vérifier le résultat d'un calcul en en effectuant une version simplifiée modulo n : si les deux résultats ne sont pas congrus modulo n, c'est qu'au moins un des deux calculs est faux. Le procédé est efficace dans la mesure où le calcul modulo n est simple, rapide et à faible risque d'erreur. C'est pourquoi, en base 10, on se limite généralement à la preuve par neuf et parfois à la preuve par onze.
Mais qu'en est-il dans d'autres bases ? On comprend rapidement qu'en base N on peut utiliser la preuve par N-1.
Ainsi en base 16, on peut utiliser la preuve par quinze. Accessoirement, ceci donne un test de divisibilité rapide par 5 et par 3.
Un nombre représenté en base 10 peut facilement être analysé en base 100, en regroupant ses chiffres deux-à-deux en partant de la droite. Ainsi en base 100, on peut utiliser la preuve par quatre-vingt-dix-neuf.

### Preuve par onze
Une technique similaire et moins connue est la preuve par onze, basée sur le fait que {\displaystyle 10^{n}\equiv (-1)^{n}{\pmod {11}}}.
Elle utilise le reste, ou résidu, modulo 11, d'un nombre entier n, qui est l'unique nombre entre 0 et 10 congru à n modulo 11, soit encore le reste de la division par 11 de n. Un nombre est congru modulo 11 à la somme alternée de ses chiffres formée en partant de la droite, et cela peut être réitéré. Par exemple en partant de 43726, on a 6-2+7-3+4 = 12, donc  43726 ≡ 12 mod 11, 2-1 = 1, donc 43726 ≡ 1 mod 11, et donc 1 est le reste modulo 11. De fait, 43726 = 11*3975 + 1.
Le résultat final s'écrit avec un seul chiffre mais peut être négatif, auquel cas il suffit d'ajouter 11 pour obtenir un nombre entre 0 et 10, qui est donc le reste modulo 11 du nombre de départ. Par exemple pour 182, on obtient d'abord 2-8+1 = -5, finalement congru à 11-5 = 6 modulo 11.
La preuve par onze appliquée au produit {\displaystyle 17\times 35} se déroule ainsi :
- à 17 on associe 7-1 = 6 ;
- à 35 on associe 5-3 = 2 ;
- au produit {\displaystyle 6\times 2=12} est associé 2-1 = 1 ;
- par ailleurs, à {\displaystyle 17\times 35=595} est associé 5-9+5 = 10-9 = 1.

Du fait de la concordance, le produit 595 est présumé juste (à un multiple de 11 près).
En cas de chiffres permutés, à la suite par exemple d'une erreur de recopie, la preuve par onze, ou preuve des comptables, ne laisse passer que les rares permutations entre chiffres ayant des rangs de même parité : 43 726 est confondu avec 43 627 mais pas avec 43 762. Elle est de ce fait considérée comme plus sûre que la preuve par neuf.

### Preuve par dix
La preuve par dix utilise simplement un modulo 10, calculé grâce à son chiffre des unités.
La preuve par dix appliquée au produit {\displaystyle 17\times 35} se déroule ainsi :
- à 17 on associe son chiffre des unités 7 ;
- à 35 on associe 5 ;
- au produit {\displaystyle 7\times 5=35} est associé 5 ;
- par ailleurs, à {\displaystyle 17\times 35=595} est associé son chiffre des unités 5.

Du fait de la concordance, le produit 595 est présumé juste (à un multiple de 10 près).
L'inconvénient de ce test est qu'il vérifie uniquement le chiffre des unités.

### Combinaison de tests
En base 10, il y a trois tests simples pour vérifier un calcul :
- La preuve par neuf utilise un modulo 9 et se calcule grâce à la somme de ses chiffres.
- La preuve par dix utilise un modulo 10 et se calcule grâce à son chiffre des unités.
- La preuve par onze utilise un modulo 11 et se calcule grâce à la somme alternée de ses chiffres.

Il y a également un test simple de parité, qui utilise un modulo 2, mais la preuve par dix l'englobe, car 10 est un multiple de 2.
La combinaison de ces preuves permet de minimiser le risque d'erreur.

### Exemple avec trois tests
Par exemple, pour vérifier si {\displaystyle (8943\times 7826)+591-156\ {\stackrel {?}{=}}\ 69988353}, les trois tests peuvent être utilisés.
La preuve par neuf demande de vérifier :
- {\displaystyle ([8+9+4+3]\times [7+8+2+6])+[5+9+1]-[1+5+6]\ {\stackrel {?}{=}}\ [6+9+9+8+8+3+5+3]}
- {\displaystyle ([6]\times [5])+[6]-[3]\ {\stackrel {?}{=}}\ [6]}
- {\displaystyle 30+6-3\ {\stackrel {?}{=}}\ 6}
- {\displaystyle [3+0]+6-3\ {\stackrel {?}{=}}\ 6}
- {\displaystyle 6\ {\stackrel {?}{=}}\ 6}

La preuve par dix demande de vérifier :
- {\displaystyle ([3]\times [6])+[1]-[6]\ {\stackrel {?}{=}}\ [3]}
- {\displaystyle 18+1-6\ {\stackrel {?}{=}}\ 3}
- {\displaystyle [8]+1-6\ {\stackrel {?}{=}}\ 3}
- {\displaystyle 3\ {\stackrel {?}{=}}\ 3}

La preuve par onze demande de vérifier :
- {\displaystyle ([-8+9-4+3]\times [-7+8-2+6])+[5-9+1]-[1-5+6]\ {\stackrel {?}{=}}\ [-6+9-9+8-8+3-5+3]}
- {\displaystyle ([0]\times [5])+[-3]-[2]\ {\stackrel {?}{=}}\ [-5]}
- {\displaystyle 0-3-2\ {\stackrel {?}{=}}\ -5}
- {\displaystyle -5\ {\stackrel {?}{=}}\ -5}
- {\displaystyle 6\ {\stackrel {?}{=}}\ 6} (on a ajouté 11 pour que le modulo soit positif)

Les trois tests ont réussi, donc la probabilité que le calcul soit juste est élevée.